# Cerro de la Cruz (Armantes)
El Cerro de la Cruz (894 m s. n. m.), es un cerro situado en el término del municipio zaragozano de Calatayud, es la quinta cumbre más alta de la Sierra de Armantes perteneciente al Sistema Ibérico. Se encuentra ubicada en la comarca aragonesa de Calatayud.